# Miles Heizer
Pour les articles homonymes, voir Heizer.
Miles Heizer, né le 16 mai 1994 à Greenville, dans le Kentucky, est un acteur américain.
Il est surtout connu pour son rôle de Drew Holt dans la série télévisée américaine Parenthood et pour celui d'Alex Standall dans la série 13 Reasons Why.

## Biographie

### Carrière
Il a commencé sa carrière d'acteur en 2007 dans Rails and Ties où il jouait Davey Danner. Il a également eu le rôle récurrent de Joshua Lipnicki dans Urgences.
En 2010, il obtient le rôle principal de Drew Holt, le fils de Sarah Braverman (Lauren Graham) et le frère de Amber Holt (Mae Whitman) dans la série américaine Parenthood aux côtés de Dax Shepard, Peter Krause et Sam Jaeger jusqu'à la fin de la série en 2015.
En 2017, il rejoint le casting principal de la série télévisée américaine de Netflix, 13 Reasons Why, dans le rôle d'Alex Standall, le fils du shériff Bill Standall (Mark Pellegrino) aux côtés de Dylan Minnette, Katherine Langford, Christian Navarro, Alisha Boe, Brandon Flynn, Justin Prentice, Ross Butler et Devin Druid. La série est produite notamment par Selena Gomez et diffusée depuis le 31 mars 2017 sur Netflix,,. Netflix sort la quatrième et dernière saison de la série le 5 juin 2020.

### Vie privée
Depuis 2019, il est en couple avec l’acteur canadien Connor Jessup connu pour son rôle principal dans la série Locke and Key. En février 2023, Connor Jessup déclare qu'ils se sont déjà séparés.

## Filmographie

### Cinéma

#### Longs métrages
- 2007 : Rails and Ties d'Alison Eastwood : Davey Danner
- 2014 : Rudderless de William H. Macy : Josh
- 2015 : The Stanford Prison Experiment de par Kyle Patrick Alvarez : Marshall Lovett
- 2015 : Memoria de Vladimir de Fontenay et Nina Ljeti : Simon
- 2016 : Nerve de Henry Joost et Ariel Schulman : Tommy
- 2018 : Love, Simon de Greg Berlanti : Cal

#### Courts métrages
- 2006 : Paramedic de Lior Chefetz : James jeune
- 2008 : Loon de Sabi Lofgren : Carson Lind
- 2012 : The Arm de Jessie Ennis, Brie Larson et Sarah Ramos : Chance
- 2015 : The Red Thunder de Alvaro Ron : Danny
- 2017 : Homes Movies de Kevin Rios

### Télévision

#### Séries télévisées
- 2005 : Les experts: Miami : Joey Everton (1 épisode)
- 2006 : Ghost Whisperer : Jake Morrison (1 épisode)
- 2007 : Urgences : Joshua Lipnicki (4 épisodes)
- 2007 : Shark : Jackie Buckner (1 épisode)
- 2007 : Private Practice : Michael (1 épisode)
- 2007 : Bones : Joey (1 épisode)
- 2009 : Cold Case : Affaires classées : Keith Oats (1 épisode)
- 2010-2015 : Parenthood : Drew Holt (personnage principal - 103 épisodes)
- 2017-2020 : 13 Reasons Why : Alex Standall (personnage principal - 49 épisodes)

## Voix française
En France, il est doublé par Arnaud Laurent, notamment dans la série 13 Reasons Why

## Distinctions
Sauf indication contraire, les informations mentionnées dans cette section peuvent être confirmées par la base de données cinématographiques IMDb,  présente dans la section « Liens externes ».